# Стража у гроба

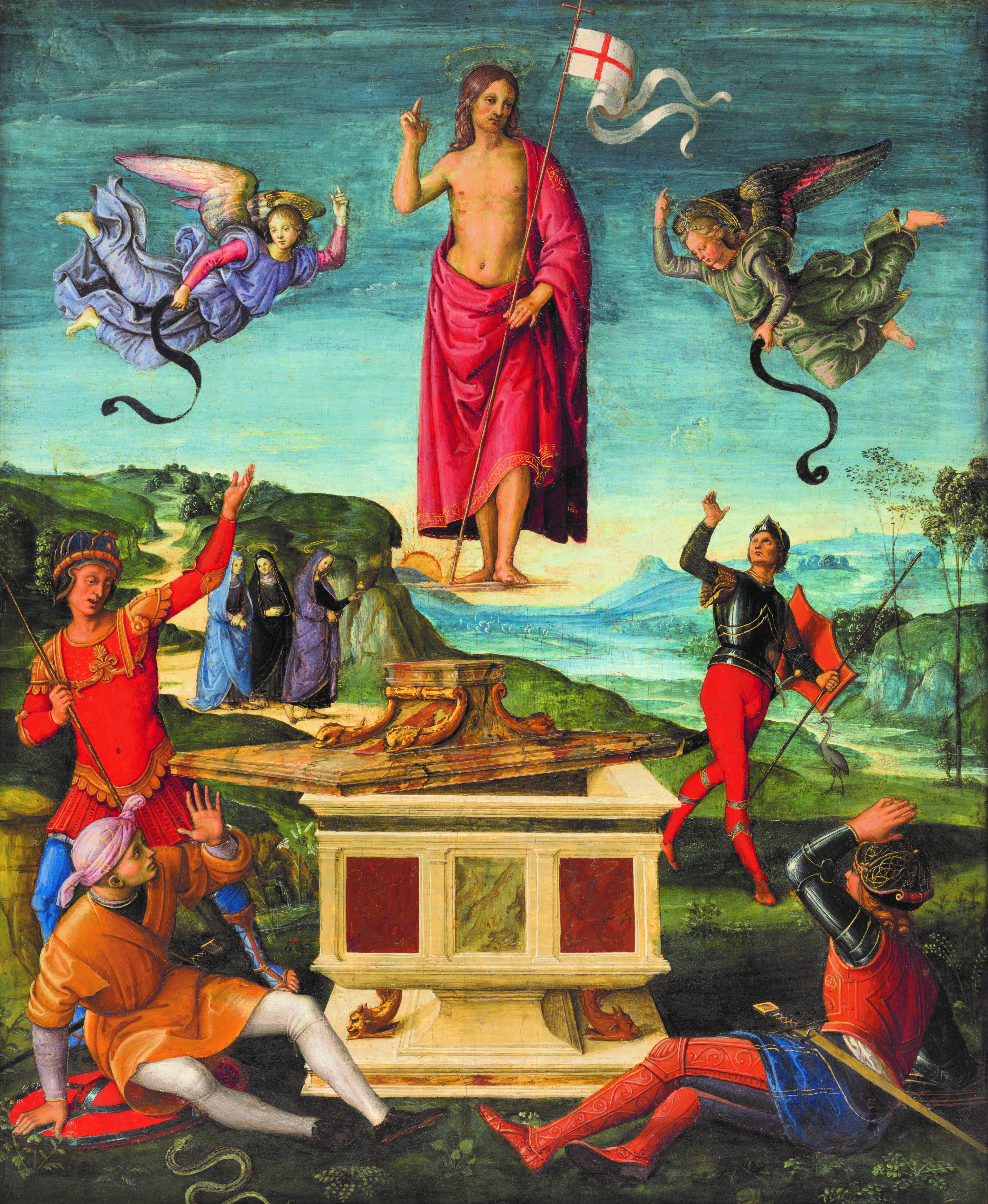
«Воскресение Христа»
(Рафаэль, 1499—1502)
Христос восстаёт из гроба в окружении изумлённых стражников

Стража у гроба — описанная в Евангелии от Матфея стража, приставленная охранять гробницу Христа после его погребения.

## Евангельское описание
| От Матфея (Мф. 27:62-66) | На другой день, который следует за пятницею, собрались первосвященники и фарисеи к Пилату и говорили: господин! Мы вспомнили, что обманщик тот, ещё будучи в живых, сказал: после трёх дней воскресну; итак прикажи охранять гроб до третьего дня, чтобы ученики Его, придя ночью, не украли Его и не сказали народу: воскрес из мёртвых; и будет последний обман хуже первого. Пилат сказал им: имеете стражу; пойдите, охраняйте, как знаете. Они пошли и поставили у гроба стражу, и приложили к камню печать. |

Далее евангелист сообщает, что когда ангел сошёл с небес и отвалил камень от гроба, то «устрашившись его, стерегущие пришли в трепет и стали, как мёртвые» (Мф. 28:4). Затем «некоторые из стражи, войдя в город, объявили первосвященникам о всём бывшем» (Мф. 28:11) и, получив от них деньги, стали рассказывать что ученики выкрали ночью тело Иисуса.

## Апокрифические сказания
Более подробный, по сравнению с повествованием Матфея, рассказ о страже содержится в новозаветных апокрифах: «Евангелии от Никодима», «Евангелии от Петра» и кратко в «Письме Клавдии Прокулы к Фульвии».

### Евангелие от Никодима

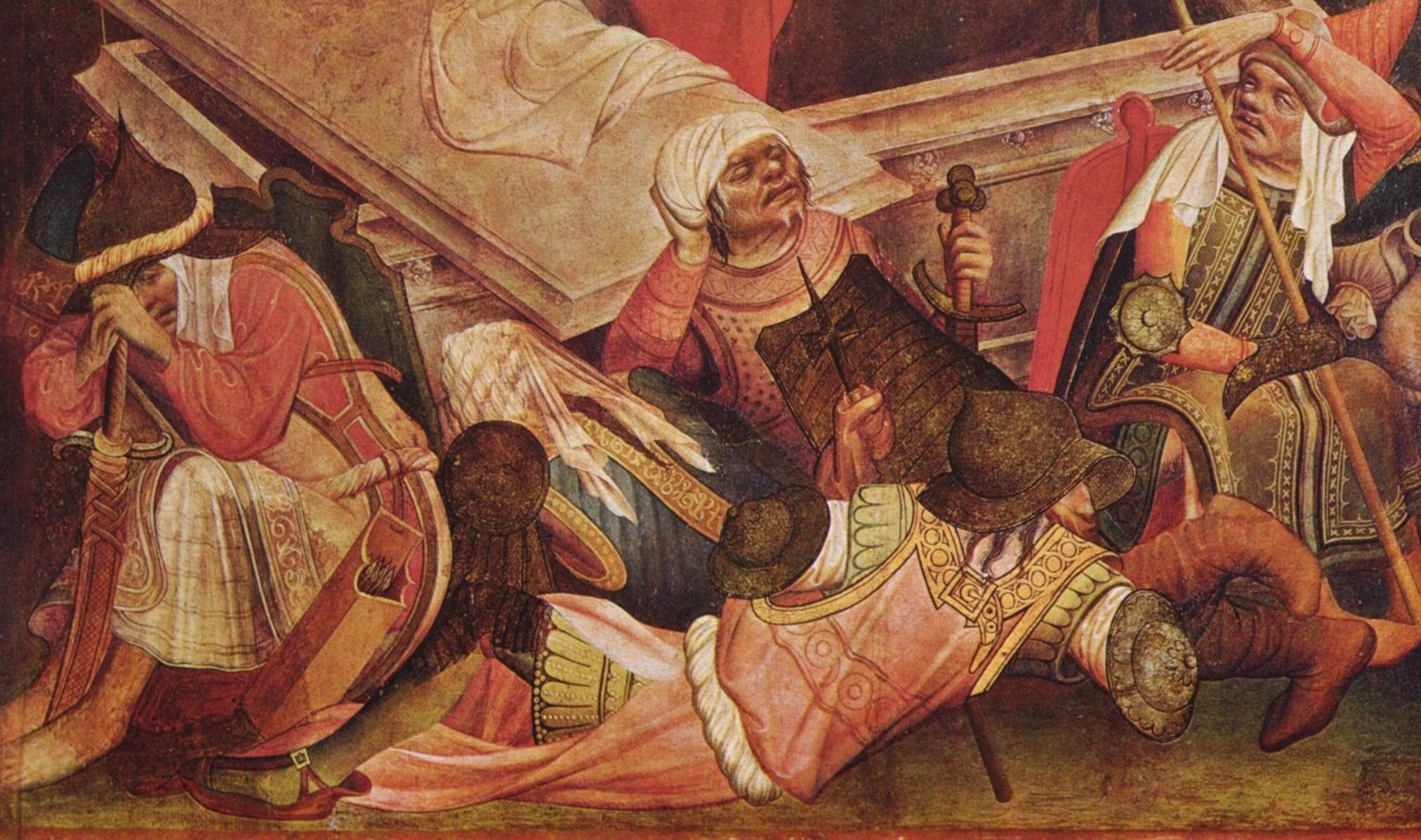
Спящая стража у Гроба
(Мастер Франке, ок. 1424 года)

«Евангелие от Никодима» (III век) не сообщает, кем была приставлена стража ко гробу, о ней повествуется уже после Воскресения Иисуса, когда стражники пришли рассказать об этом синедриону:

Когда мы стерегли гробницу, содрогнулась земля, и мы увидели, что ангел Божий отвалил камень могильный и сидел на нём, и вид его был как молния, и ризы его как снег, и от страха перед ним мы были как мёртвые. Мы слышали, как ангел говорил женщинам, которые пришли к гробнице Иисуса: «Не бойтесь! Я знаю, что ищете Иисуса, который был на кресте распят, — Он воскрес…».
— Евангелие от Никодима, 13.
Первосвященники дали стражникам серебра и приказали: «Скажите так: когда мы спали, ночью пришли ученики Иисуса и украли (тело) Его». Апокриф сообщает, что воины выполнили приказание и «слова их распространились среди всех».

### Евангелие от Петра

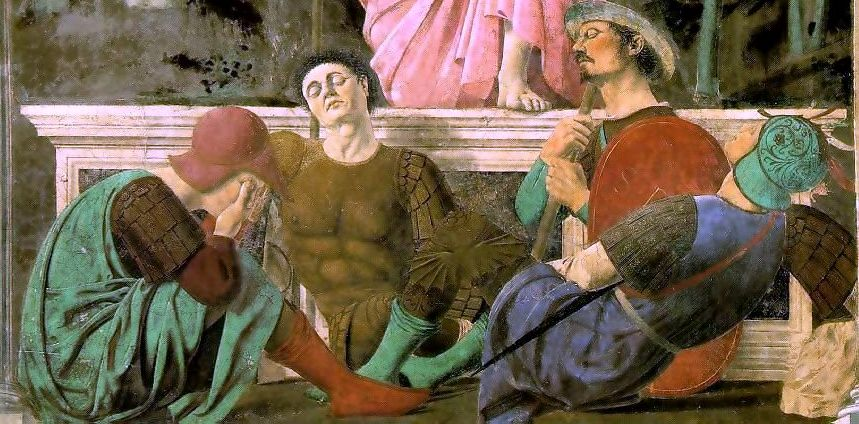
Спящая стража у Гроба
(фрагмент фрески Пьеро делла Франческа «Воскресение Христа», ок. 1463 года)

«Евангелие от Петра» (первая половина II века) сообщает, что книжники и фарисеи, испугавшись знамений, сопровождавших смерть Иисуса (солнечное затмение, землетрясение, воскресение умерших, разодравшаяся завеса Храма), попросили у Понтия Пилата стражников для охраны пещеры, куда было положено тело Иисуса.

Пилат же дал им Петрония-центуриона, чтобы охранять гробницу. И с ними пошли старейшины и книжники к гробнице. И, прикатив большой камень, вместе с центурионом и воинами привалили к входу в гробницу. И, запечатав семью печатями, расположили палатку и стали стеречь.
— Евангелие от Петра, 8:31-33
Сменяясь, стражники по двое сторожили гробницу всю ночь. Под утро они увидели «как небеса раскрылись и двух мужей, сошедших оттуда, излучавших сияние и приблизившихся к гробнице. Камень же тот, что был привален к двери, отвалившись сам собой, отодвинулся, и гробница открылась, и оба юноши вошли». Воины разбудили центуриона, иудейских старейшин и вместе с ними стали свидетелями как из гробницы вышли двое человек, поддерживающих третьего, и Крест, следующий за ними. В этот момент они услышали глас с небес: «„Возвестил ли Ты усопшим?“ И был ответ с креста: „Да“».

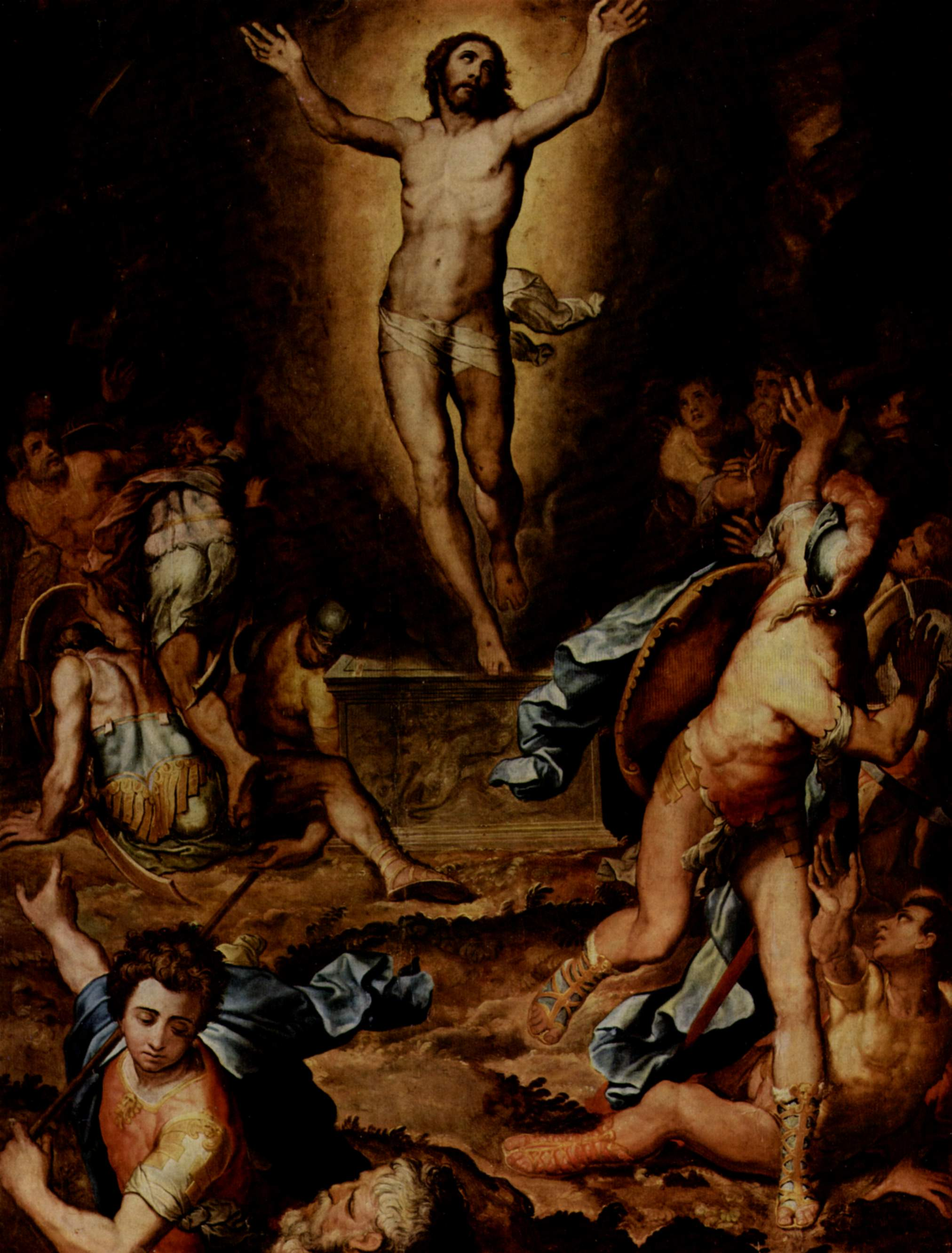
Воскресение (Марко Пино, ок. 1555 года)
Стражники в ужасе убегают от воскресшего Христа

Стражники пришли к Пилату и рассказали ему о случившемся. По просьбам старейшин («Ибо лучше, говорили они, нам быть виноватыми в величайшем грехе перед Богом, но не попасть в руки народу иудейскому и не быть побитыми камнями») прокуратор запретил воинам рассказывать об увиденном.

## Количество, имена и дальнейшая судьба стражников
Число и имена воинов, за исключением их начальника Петрония, не сообщаются в раннехристианских текстах. В средневековом апокрифе «Письма Пилата и Ирода тетрарха» сообщается о 12 солдатах под руководством центуриона. Также известны подложные свидетельства о Воскресении Иисуса, приписываемые Гормизию, биографу Понтию Пилата, который якобы сообщает, что он видел что «два человека сидели, остальные лежали на земле у костра».
Церковное предание относит к числу стражи у гроба сотника Лонгина, пронзившего копьём тело распятого Христа. Согласно житию он, будучи свидетелем Воскресения Иисуса, уверовал в него и, отказавшись от денег Пилата и первосвященников, стал свидетельствовать об увиденном им чуде. Он принял крещение от апостолов, стал проповедовать, укрылся в Каппадокии от преследований Пилата, но был найден и претерпел мученическую смерть.

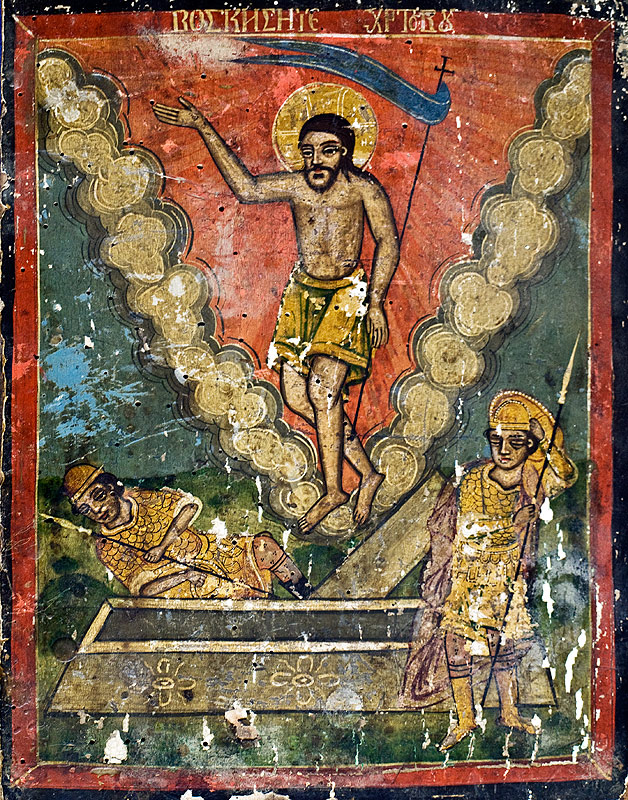
Стражники на болгарской униатской иконе «Воскресение Христово»

## Изобразительное искусство
Фигуры стражников в западно-европейском искусстве присутствуют на изображениях Воскресения Иисуса. Их помещают вокруг гроба, из которого восстаёт Христос. Часто их изображают от двух до шести, они стоят как мёртвые либо с ужасом взирают на происходящее. Известны также изображения стражи, спящей вокруг гроба.
В православной иконографии Воскресения Христа изображения стражи встречаются крайне редко, так как иконой этого события является образ «Сошествие во ад». Известны редкие изображения стражников в православной фресковой живописи, например в церкви Успения Богородицы на Волотовом поле (вторая половина XIV века).